# Torre del Caballito
Torre Caballito es un edificio ubicado en el Paseo de la Reforma #10, alcaldía Cuauhtémoc en la Ciudad de México, está equipado con 9 elevadores (ascensores) que son de alta velocidad, se mueven a 6.3 metros por segundo. 
En la Torre Caballito se encuentran las oficinas del Servicio de Administración tributaria (SAT) correspondientes a la Administración local del centro y a tan sólo unos metros esta la Torre Prisma, el Edificio El Moro sede de la Lotería Nacional y el Edificio Tlatelolco (S.R.E).
Cuenta con una altura de 135 metros, tiene 34 pisos, con un área total de espacio de oficinas de 60,000 m², la altura de piso a techo es de 3.62 m.
El Caballito al que se refiere es la estatua en frente, El Caballito, del escultor Enrique Carbajal, erigida en honor al antiguo monumento El Caballito, que se desplazó de este lugar a la Plaza Manuel Tolsá en frente del Palacio de Minería.

## Historia de la Torre
En el terreno que ocupa esta torre tuvo como antecedente un ambicioso proyecto de un rascacielos de 220 metros, tendría 60 pisos y 700 habitaciones convirtiéndolo en el Hotel más exclusivo de América Latina y el rascacielos más alto de Iberoamérica, este edificio albergaría la famosa cadena de hoteles Holiday Inn, el proyecto se dio a conocer en 1976, pero debido a la inestabilidad política y económica del país, la construcción se vio detenida varias veces.
Las obras reiniciaron en 1984, y es en ese año cuando la estructura de hormigón central supera los 40 metros de altura, también la estructura metálica de montaje, pero esta volvió a tener su retraso debido a los dos terremotos del año 1985 la grúa principal y algunas losas de hormigón pretensado se dañaron, y finalmente en ese año se decidió cancelar lo que sería el rascacielos más alto de Iberoamérica.
Un par de años más tarde, el hormigón y los elementos dañados de la estructura de acero fueron reparados, es entonces cuando se conoce el nuevo proyecto, que se llamaría Torre Caballito, un rascacielos de 135 metros y 34 pisos. Para finales del año 1988 concluyó su construcción y no fue hasta la década de 1990 cuando la estructura de la cristalería fue concluida en color negro.
Cuando concluyó la construcción se convirtió en el edificio más alto de la Avenida el Paseo de la Reforma, el segundo más alto de la delegación Cuauhtémoc y el sexto más alto de México.

## Estructura e ingeniería sísmica de la Torre
- Dada la sismicidad de la Ciudad de México el edificio fue aislado sismicamente para soportar terremotos de una magnitud superior a los 8.0 en la escala de Richter. El aislado incluyó el anclamiento al suelo con 185 pilotes de concreto que penetran a 60 metros superando el relleno pantanoso del antiguo lago de Texcoco. Además el edificio cuenta con una estructura pretensada de hormigón postensado ayudando así a evitar fisuras en el hormigón por los constantes temblores que se presentan en Ciudad de México.

- La torre puede soportar en teoría un terremoto de 8.5 en la escala de Richter, el mayor temblor que la torre ha soportado fue el sucedido en el año 2017 el cual tuvo una intensidad de 8.2 en la escala de Richter.

- La torre resiste vientos de 257 kilómetros por hora, los vidrios son de 2.1 centímetros de grosor.

- Se le considera uno de los rascacielos más seguros del mundo junto con Torre Mayor, Torre Ejecutiva Pemex, World Trade Center México, Torre Latinoamericana, Torre HSBC, Edificio Reforma Avantel, St. Regis Hotel & Residences y Torre Insignia.

- Ha soportado nueve terremotos a lo largo de su historia el primero en 1985 que midió 7.4 en la escala de Richter, el segundo en el 21 de enero de 2003 de 7.6 en la escala de Richter, el tercero el 13 de abril del 2007 de 6.3 en la escala de Richter, el cuarto el 27 de abril de 2009 el cual tuvo una intensidad de 5.7 en la escala de Richter, el del 22 de mayo de 2009 de una intensidad de 6.0 en la escala de Richter, el del 30 de junio de 2010 de una intensidad de 6.5 en la escala de Richter, el 22 de marzo de 2012 de 7.4 en la escala de Richter, el 7 de septiembre de 2017 de 8.2 en la escala de Richter y el 19 de septiembre de 2017 de 7.1 en la escala de Richter.

## Detalles Importantes
- Cuenta con 6 niveles subterráneos de estacionamiento.

- La constructora del edificio fue: Grupo Marhnos.

- A lado del edificio se encuentra la Torre Prisma antes sede de la Lotería Nacional de México y ahora sede de las oficinas de la Secretaría de Cultura (INBA)

## Edificio Inteligente
Los elevadores de Torre Caballito cuentan con un detector sísmico que detecta cualquier movimiento de tierra y que por lo tanto de manera automática detiene el elevador en la parada más cercana para que los pasajeros puedan bajar.
Además está administrada por el Building Management System (BMS), un sistema inteligente que controla todas las instalaciones y equipos de forma armónica y eficiente para proteger la vida humana de los inquilinos. A este sistema están integrados los sistemas: eléctrico, hidro-sanitario, de elevadores y protección contra incendio y tiene la capacidad de controlar la iluminación del edificio.
Es considerado un edificio inteligente, debido a que el sistema de luz es controlado por un sistema llamado B3, al igual que el de Torre Mayor, Torre Ejecutiva Pemex, World Trade Center México, Torre Altus, Arcos Bosques, Arcos Bosques Corporativo, Torre Latinoamericana, Edificio Reforma 222 Torre 1, Haus Santa Fe, Edificio Reforma Avantel, Residencial del Bosque 1, Residencial del Bosque 2, Reforma 222 Centro Financiero, Torre HSBC, Panorama Santa fe, City Santa Fe Torre Amsterdam, Santa Fe Pads, St. Regis Hotel & Residences, Torre Lomas.
Los pisos subterráneos tienen ventiladores automáticos de inyección y renovación de aire fresco para evitar la concentración excesiva de contaminantes producidos por la combustión, estos están conectados al sistema inteligente del edificio.
También cuenta con elevadores automáticos, esto quiere que son inteligentes y se encuentran siempre en los pisos de más afluencia de personas.

### Sistemas
El edificio cuenta con una manejadora de aire automática en cada nivel para surtir:
El edificio cuenta con los siguientes sistemas:
- Sistema de Generación y distribución de agua helada ahorrador de energía.
- Sistema de Volumen Variable de Aire (Unidades manejadoras de aire y preparaciones de ductos de alta velocidad en cada nivel de oficinas).
- Sistema de Extracción Sanitarios Generales en cada nivel de oficinas.
- Sistema de ventilación Mecánica de aire automático en estacionamientos,
- Sistema de Extracción Mecánica Cuarto de basura.
- Sistema de Acondicionamiento de Aire automático tipo Mini-Split para cuarto de control, administración, venta y sala de juntas.

## Datos clave
- Altura- 135 metros.
- Área total- 131,000 metros cuadrados.
- Espacio de oficinas- 60,000 metros cuadrados.
- Pisos- 15 niveles subterráneos de estacionamiento y 31 pisos.
- Estructura de concreto armado con:
  - 31,916 metros cúbicos de concreto.
  - 17,100 toneladas de acero estructural y de refuerzo.
  - 70 amortiguadores sísmicos.
- Condición: 	En uso.
- Rango: 	
  - En México: 17.º lugar, 2011: 35º lugar
  - En Ciudad de México: 16.º lugar, 2011: 28.º lugar
  - En la Avenida el Paseo de la Reforma: 4.º lugar, 2011: 8.º lugar